# Tropidoderus exiguus
Tropidoderus exiguus är en insektsart som beskrevs av Ludwig Redtenbacher 1908. Tropidoderus exiguus ingår i släktet Tropidoderus och familjen Phasmatidae. Inga underarter finns listade i Catalogue of Life.